# مارك وارن
مارك وارن (بالإنجليزية: Marc Warren)‏ (11 فبراير 1992 في المملكة المتحدة - ) هو لاعب كرة قدم أسترالي في مركز الدفاع. شارك مع منتخب أستراليا تحت 17 سنة لكرة القدم ومنتخب أستراليا تحت 20 سنة لكرة القدم. أما مع النوادي، فقد لعب مع سنترال كوست مارينرز وسيدني إف سي وسيدني تايغرز وشيفيلد يونايتد ونادي برث غلوري وأردريونيانز.

## وصلات خارجية
- مارك وارن على موقع الاتحاد الدولي (مؤرشف)  (الإنجليزية)
- مارك وارن على موقع قاعدة بيانات كرة القدم.إي يو (الإنجليزية)
- مارك وارن على موقع Soccerway.com (الإنجليزية)
- مارك وارن على موقع عالم كرة القدم.نت (الإنجليزية)
- مارك وارن على موقع GSA (الإنجليزية)